# 巴伐利亚足球地区联赛
巴伐利亚足球地区联赛（德語：Fußball-Regionalliga Bayern）为德国足球的一个联赛，它是德国足球联赛系统中处于第四级的5个地区联赛之一，由巴伐利亚足球协会负责举办。该联赛的单季首名需要参加升级附加赛以获得德国足球丙级联赛的参赛资格。冠军的正式头衔被称为“巴伐利亚业余冠军（Bayerischen Amateurmeisters）”，它将授予排位最靠前的足球俱乐部，但职业俱乐部的预备队（二队）则无法获得这一头衔。此外，巴伐利亚业余冠军还将自动晋级德国杯的第一圈比赛。而降级者将会参加来季的巴伐利亚足球联赛。
该联赛是在2011-12赛季结束后成立，以取代巴伐利亚州在原南部地区联赛中的地位。

## 历史

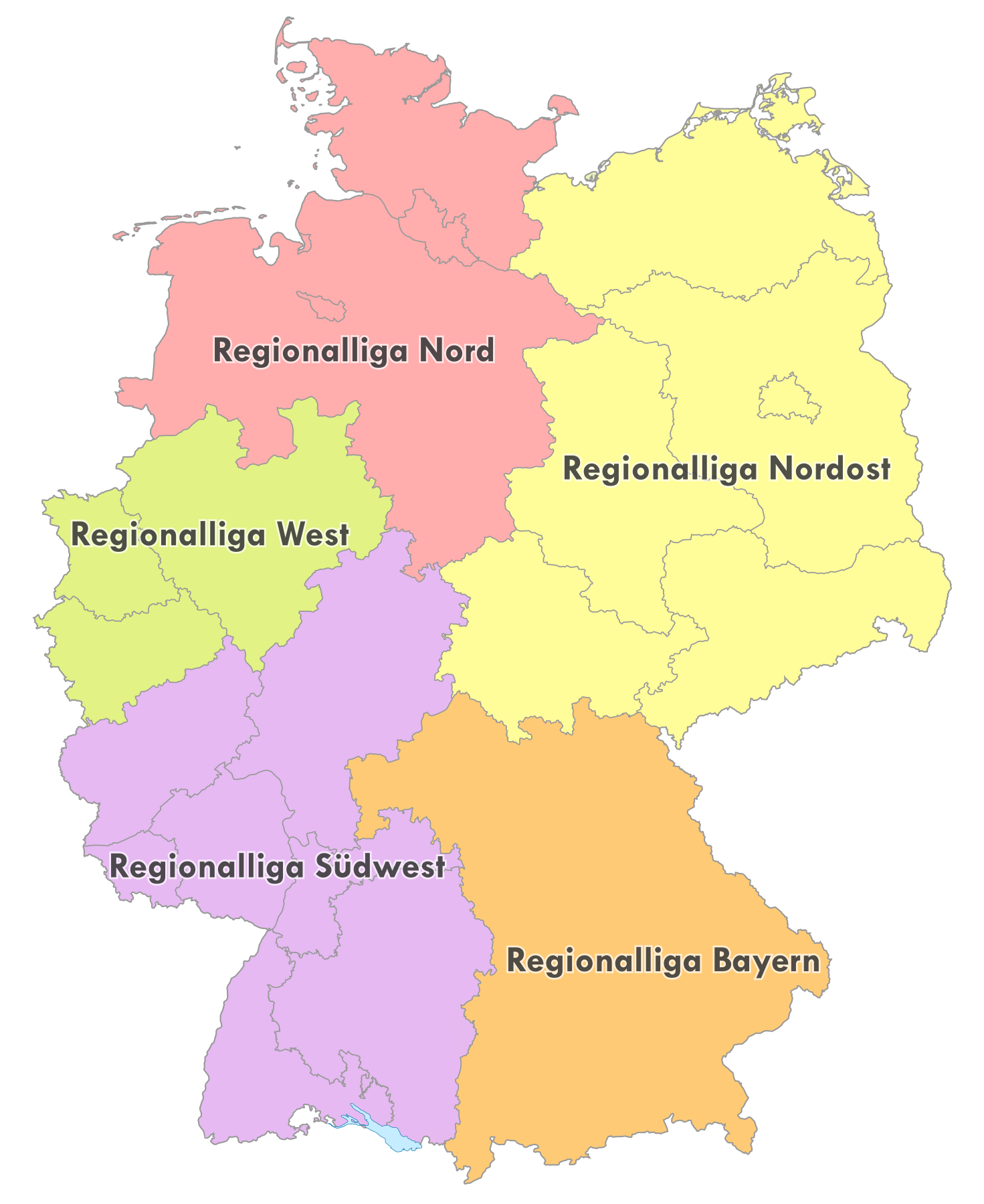
自2012年起实施的新地区联赛分区

当德国足球联赛系统经过2008年的调整，使得德国足球丙级联赛成立并且将地区联赛的数量从2个增加至3个后，至2011年又面临另一次的调整。重新改革的原因是高投入和基础设施的高要求导致了大量的第四级联赛的足球俱乐部破产，同时各队还抱怨这一级别联赛的收入较低，并且缺乏电视转播的吸引力。由于地区联赛要求体育场必须拥有至少1,000个座位以及独立的客队球迷看台，这被视为对业余俱乐部造成了极大的财政负担。许多俱乐部也疲于应对400页长的参赛牌照申请，使得他们必须依赖志愿者而非长期雇员完成。
这也导致高级联赛（第五级）的冠军有时甚至为了避免地区联赛的财政风险而拒绝它们的升级权利，这意味着德国足球的一个基本原则被打破，即联赛冠军总能获得升级机会。
2010年10月，在德国足球协会的一次特别会议上，253名与会代表中有223人投票支持第四级联赛系统的改革。地区联赛的数量被建议扩大为5个，其中需要恢复东北地区联赛、组建巴伐利亚地区联赛以及将南部地区联赛转移至西南地区联赛。
联赛改革的建议主要针对巴伐利亚州，因此，巴伐利亚的顶级业余俱乐部也于文德尔斯泰因召开会议，就联赛和俱乐部的财政生存率对当前的系统提出质疑。这也导致其发布了所谓的，要求德国足球前三个级别的职业足球和下级的业余足球要有明确的区分。为此目的，该文件还要求将德国业余足球锦标赛作为对不想转为职业化的顶级业余俱乐部的一种激励和目标而重新设立。
2011年12月16日，巴伐利亚足球协会推出了新联赛的标志。2012年3月，巴伐利亚足协又宣布该联赛的冠军除了具备参加丙级联赛升级附加赛的权利外，还将直接晋级德国杯第一圈。但由于预备队被禁止参加德国杯，若冠军被预备队夺得，则这项权利将赋予成绩最好的一线队。
随着新联赛的牌照申请期限在2012年4月1日截至，巴伐利亚足协共收到32家俱乐部的申请。其中，1家来自丙级联赛（第三级）、6家来自地区联赛（第四级）、8家来自州级联赛（第六级）以及2家来自巴伐利亚足协以外的联赛。而在总共18家巴伐利亚联赛（第五级）俱乐部中也有15家递交了牌照申请，只有格尔斯托芬、艾恩德灵和翁特哈兴二队决定不申请。
巴伐利亚足协原计划在2012年4月20日完成牌照发放程序，并在当日将结果通知所有俱乐部，但这一过程被推迟。就在同一天，埃朗根-布鲁克选择了退出申请，因为它们持续遭遇财政危机。所有来自巴伐利亚联赛和地区联赛的俱乐部都在2012年4月27日获得了他们的参赛牌照，而来自州级联赛的俱乐部则必须多等候一周才获得最终决定的通知。

## 规则

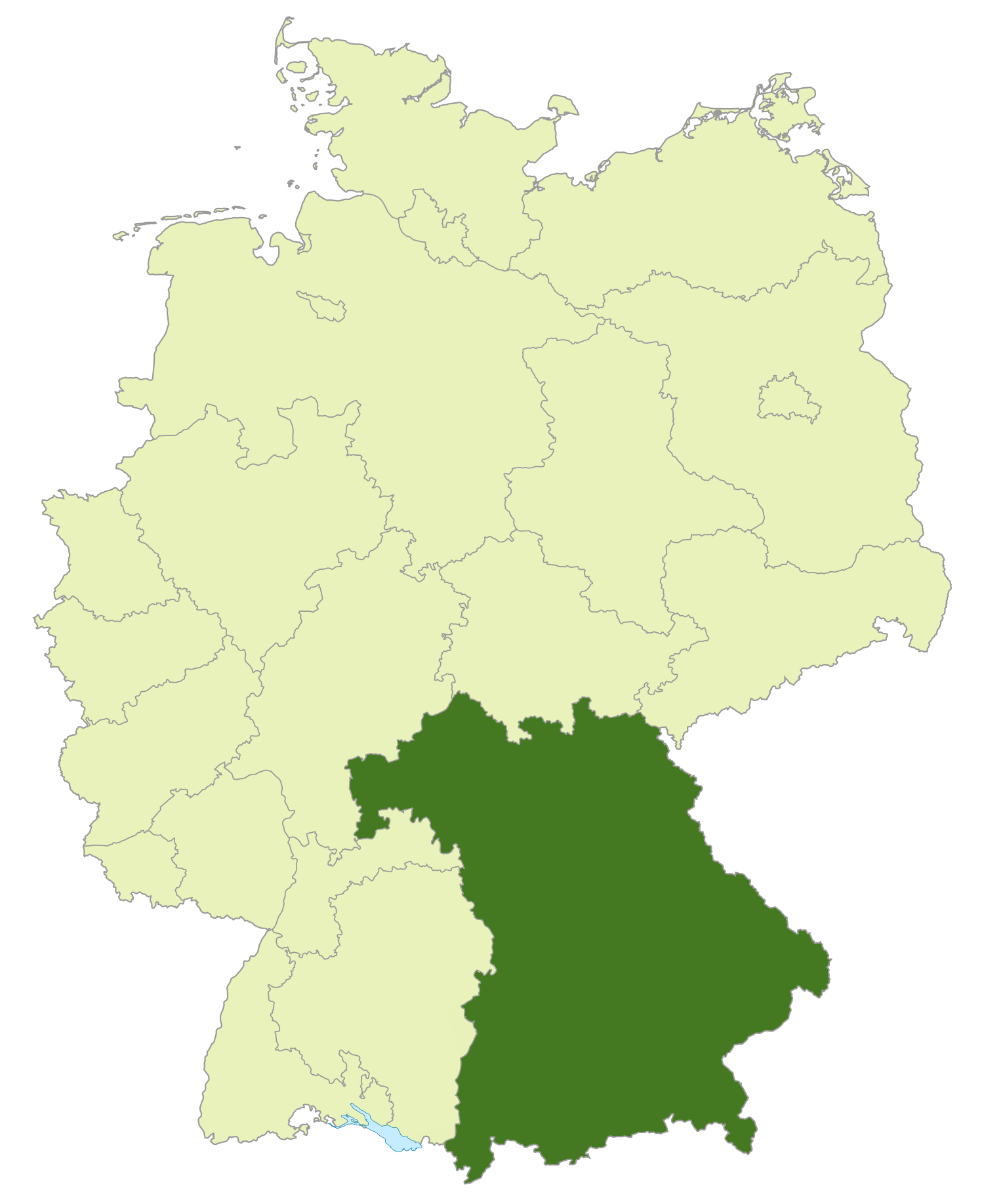
巴伐利亚地区联赛涵盖范围

### 晋级丙级联赛
在新的规则下，来自5个地区联赛的冠军俱乐部将无法获得直接晋级丙级联赛的权利。相反，5个地区联赛的冠军连同西南地区联赛的亚军将进行三组附加赛以确定升级资格。附加赛会以主客場制的形式进行，因此来自西南区的两支球队不会彼此对阵。

### 参赛资格

#### 来自丙级联赛及地区联赛
新联赛在名义上将设有18个参赛名额，然而在其首个过渡性的赛季中，德国足协允许联赛最多可让22家俱乐部参赛，这一数量最终被设定为20个。来自原南部地区联赛的所有巴伐利亚俱乐部均可直接获得巴伐利亚地区联赛的参赛资格。此外，任何在2012年从丙级联赛降级的巴伐利亚俱乐部也可获得参赛资格，尽管这种情况并没有发生。然而，它还是存在对预备队的限制。每个地区联赛的预备队参赛数量不可超过7支，超额的预备队都必须转移至不同的地区联赛。自2012-13赛季起，丙级联赛中的预备队将不再允许参加地区联赛。从下级联赛升入地区联赛的俱乐部将交由地方足协监管，而非德国足协。
具体而言，这对巴伐利亚意味着来自该州的一家或多家丙级联赛俱乐部，包括雷根斯堡、翁特哈兴或布格豪森若在2011-12赛季结束后降级，他们会直接进入新的巴伐利亚地区联赛。此外，来自该州的原地区联赛俱乐部，包括梅明根、纽伦堡二队、拜仁慕尼黑二队也将直接获得巴伐利亚地区联赛的参赛权，除非他们能够升入丙级联赛。同样的规则也适用于地区联赛中的另外3家巴伐利亚俱乐部，包括慕尼黑1860二队、菲尔特二队和因戈尔施塔特二队。然而，若这些二队的一线队在2011-12赛季结束后从乙级联赛降入丙级联赛，则其二队将被禁止参加巴伐利亚地区联赛。事实上，由于该季没有巴伐利亚俱乐部从乙级联赛或丙级联赛中降级，这些条款对新联赛的组成并无影响。
这也意味着原处于巴伐利亚联赛的翁特哈兴二队以及处于州级联赛的雷根斯堡二队和布格豪森二队将无法参加地区联赛，除非他们的一线队能够升入乙级联赛。而雷根斯堡的确实现了升入乙级，但其二队在当季的州级联赛中仅以第3名完赛，从而错过了参加地区联赛的机会。拜仁阿尔策瑙作为来自原南部地区联赛的第7家巴伐利亚俱乐部，由于传统上都在黑森州的联赛系统中作赛，因此根据其自身的要求被归入了新的西南地区联赛。
在3家丙级联赛俱乐部中，仅翁特哈兴认为有必要申请地区联赛的牌照，因为另两家俱乐部，雷根斯堡和布格豪森在申请截止日期时仍然处于积分榜的上游，并不太可能降级。最终，翁特哈兴也顺利完成了保级。

#### 来自巴伐利亚联赛及州级联赛
在2011-12赛季结束后排名前9位的巴伐利亚联赛俱乐部可直接进入新的巴伐利亚地区联赛。排名第10位至第15位的将与州级联赛的6家俱乐部，即与后者3个赛区的冠军和亚军参加升级附加赛，以主客场制的形式决出另外3个进入地区联赛的名额。这些比赛的负方将在来季留在巴伐利亚联赛。
在18家巴伐利亚联赛俱乐部中，共有15家申请了地区联赛牌照，仅格尔斯托芬、艾恩德灵和翁特哈兴二队没有申请。而埃朗根-布鲁克也在其后撤回了申请。
州级联赛只有8家俱乐部选择申请地区联赛牌照，他们是奥格斯堡二队、艾夏、沙尔丁-海宁、雷根斯堡二队、兰茨胡特、拜罗伊特、维尔茨堡踢球者和塞尔比茨足球俱乐部。其中艾夏尽管在联赛中的排位不佳，但由于同赛区只有奥格斯堡二队申请了牌照，因此两家俱乐部都自动获得了参加升级附加赛的资格。
除了9个直接晋级的名额外，巴伐利亚联赛中仅海姆斯特滕通过升级附加赛进入地区联赛。另外2个附加赛的升级名额被奥格斯堡二队和维尔茨堡踢球者所获得，它们均是从第六级联赛直接跳到了第四级联赛。

#### 来自巴伐利亚足协以外
巴伐利亚地区联赛的参赛资格也允许并不处于本州联赛系统内的其它巴伐利亚俱乐部获得，他们在相应联赛的准入规则等同于巴伐利亚联赛及州级联赛的适用规则。阿沙芬堡胜利在2011年11月决定接受这一选项，并自2012年通过表决加入巴伐利亚足协。该俱乐部在2011-12赛季的黑森联赛中若以前9位完赛，则会自动获得巴伐利亚地区联赛的参赛资格。但如果他们仅以第10或更差的排位完赛，他们将会被归入巴伐利亚联赛的北部赛区。
2011年12月，当时仍处于巴登-符腾堡高级联赛作赛的伊勒蒂森也决定效仿阿沙芬堡胜利，从2012-13赛季起转换至巴伐利亚的联赛系统。
最终阿沙芬堡胜利及伊勒蒂森都能满足参赛标准，获得了进入2012-13赛季巴伐利亚地区联赛的资格。

### 地区联赛以下
巴伐利亚联赛将继续作为新地区联赛的下级联赛，但自此被划分为南、北两个赛区。该联赛包含有所有的巴伐利亚联赛俱乐部，并有可能收纳那些无法取得新巴伐利亚地区联赛参赛资格的原南部地区联赛俱乐部。此外，未能升入地区联赛的6家州级联赛冠军和亚军俱乐部也被归入巴伐利亚联赛。而州级联赛3个赛区的第3至第8名也将直接获得参赛资格。巴伐利亚联赛的其余名额则在州级联赛的第9至第13名和行政区联赛的冠军之间决出。

## 创始俱乐部
在巴伐利亚地区联赛成立的2012-13赛季，获得参赛资格的俱乐部分别为：

| - 来自原南部地区联赛： - 菲尔特二队 - 纽伦堡二队 - 慕尼黑1860二队 - 拜仁慕尼黑二队 - 梅明根 - 因戈尔施塔特二队 - 来自非巴伐利亚足协： - 阿沙芬堡胜利 - 伊莱尔蒂森 | - 直接晋级自巴伐利亚联赛： - 罗森海姆1860 - 拜仁霍夫 - 瑟林根波滕 - 埃尔特斯多夫 - 布赫巴赫 - 赖恩1896 - 弗洛恩拉赫 - 班贝格 - 伊斯马宁 - 晋级自巴伐利亚联赛/州级联赛升级附加赛： - 维尔茨堡踢球者 - 海姆斯特滕 - 奥格斯堡二队 |

## 历届冠亚军
| 年份 | 冠军             | 亚军             |
| ---- | ---------------- | ---------------- |
| 2013 | 1860慕尼黑II     | 拜仁慕尼黑二队   |
| 2014 | 拜仁慕尼黑二队   | 伊莱尔蒂森       |
| 2015 | 维尔茨堡踢球者   | 拜仁慕尼黑二队   |
| 2016 | 雅恩雷根斯堡     | 瓦克尔布格豪森   |
| 2017 | 翁特哈兴         | 慕尼黑1860二队   |
| 2018 | 慕尼黑1860       | 拜仁慕尼黑二队   |
| 2019 | 拜仁慕尼黑二队   | 艾希斯特         |
| 2020 | 赛季延长至2021年 | 赛季延长至2021年 |
| 2021 | 施韦因富特05     | 维多利亚阿沙芬堡 |
| 2022 | 拜罗伊特         | 拜仁慕尼黑二队   |
| 2023 | 翁特哈兴         | 维尔茨堡踢球者   |
| 2024 | 维尔茨堡踢球者   | 费尔青           |

（粗体球队 = 升级）
1. ↑  慕尼黑土耳其力量作为积分榜头名获准升级至2020-21赛季德丙。由于2019-20赛季受到冠状病毒大流行影响而中断，并最终延续至2019-21赛季结束，因此2020年不设冠军。
2. ↑  因受到新冠病毒德国疫情影响，2019-21赛季提前终止，冠军通过附加赛产生。在终止时的积分榜上，维多利亚阿沙芬堡排名第一，施韦因富特05排名第四。